# Numéro une
Numéro une è un film belga-francese del 2017 diretto da Tonie Marshall.